# Ivor Montagu
Ivor Goldsmid Samuel Montagu, född 23 april 1904 i Kensington, London, död 5 november 1984 i Watford, var en engelsk filmskapare, manusförfattare, producent, filmkritiker, författare, bordtennisspelare och kommunistaktivist under 1930-talet. Montagu bidrog till att utveckla en livlig intellektuell filmkultur i Storbritannien under mellankrigstiden, och var också grundare av International Table Tennis Federation.